# Octavio Sandoval
Octavio Sandoval, destacado deportista guatemalteco de la especialidad de tiro quien fue campeón de Centroamérica y del Caribe en Mayagüez 2010.

## Trayectoria
La trayectoria deportiva de Octavio Sandoval se identifica por su participación en los siguientes eventos nacionales e internacionales:

### Juegos Centroamericanos y del Caribe
Fue reconocido su triunfo de ser el décimo deportista con el mayor número de medallas de la selección de  Guatemala 
en los juegos de Mayagüez 2010.

#### Juegos Centroamericanos y del Caribe de Mayagüez 2010
Su desempeño en la vigésima primera edición de los juegos, se identificó por ser el tricentésimo trigésimo sexto deportista con el mayor número de medallas entre todos los participantes del evento, con un total de 3 medallas:

- , Medalla de plata: 50 m Rifle
- , Medalla de bronce: 3 Pos
- , Medalla de bronce: Aire 10 m